# 武重聖一
武重 聖一（たけしげ せいいち、11月25日生）は、日本の俳優。埼玉県久喜市出身。血液型AB型。現在の所属事務所は「COSMO SPACE」。特技はダンス、趣味は旅行、料理。

## 来歴・人物
鷲宮町立鷲宮中学校卒業。佐野日本大学高校進学科（演劇部）、演劇部部長を務め、この時の大会で初舞台に立つ。日本工学院専門学校演劇科俳優コースで学ぶ。在籍時、ダンスチーム「DADADA」を結成（その後チームは10年以上継続）し活動する。
日本工学院専門学校　声優俳優科の講師も務める。映画制作チーム『TOKYO24区』を結成。

## エピソード
- 「セリフの力を借りて人を感動させたい」と語り、北野武監督の作品に出演することを当面の目標としている。（平成14年8月22日埼玉新聞より）
- 「アルバイトは芝居のための生活費を稼ぐ場所」と考え、旅行会社の電話受付や中華料理の配送などをこなし、今までのアルバイト件数は20を超えている。（平成14年8月22日埼玉新聞より）

## 出演

### テレビ
- 心療内科医・涼子（日本テレビ）
- 天才たけしの元気が出るTV（日本テレビ）
- ガラスの仮面（テレビ朝日）
- HOPE〜期待ゼロの新入社員〜（フジテレビ）
- 全開ガール（フジテレビ）
- デジリポ（日本テレビ）
- 買物大図鑑（TBS）
- BSブランチ（TBS）

### 映画
- 緑の街
- 釣りバカ日誌14 お遍路大パニック!
- MASKMANZ'〜大切な仲間達へ〜
- 茶飯事
- ねぇ、生きる
- ＪＵＳＴＩＳＣＥ
- ちょっと待って
- 月が綺麗ですね
- N号棟
- 俺ニートなんだけどある日突然家族が出てった
- おまいらのせいで美容院で恥じかいた
- 自殺するっていうならその前に僕に抱かれませんか？

### Vシネマ
- 実録 梁山泊パチプロ列伝 爆裂王大野

### CM
- アルペン

### 舞台
- 「六畳一間」
- 「終わりが始まり」
- 「Inochi-Gake」
- 「サギ」
- 「ゾウを冷蔵庫に入れる3つの方法」
- 「堂々めぐり」
- ロストキッズ「七人の野武士」

「甥らは嫁か〜にI LOVE YOU」
- 地下世界「劇鳥錬赤術」
- 複合舞台「ファッションショー」
- 六月劇場「地獄に落ちた天使」
- ホットジェネレーション「シャイン」
- Girl's8「Love rock」
- BCC「かくも悲しい夜明けに」
- Air Studio「奴ら」

「熱海殺人事件」
「SAKURA」
「Chu-Chu-Chu's day」
- 蒲田演劇工場プロデュース公演「思い出を売る男」
- 蒲田演劇工場「僕の東京日記」
- 蒲田演劇工場「時の物置」
- 企画集団DOA「泥と蓮」
- 企画集団DOA「ザッピング」
- タンバリンプロデューサーズ「オレは本能寺にあり?!」
- アレーナ・ディ・ヴェローナ&プラシド・ドミンゴ イン 東京 2010「アイーダ」

### 動画配信
- MSN CLIMAXシリーズ　＃8『プロポーズ』
- 「妻が豆腐を生で出してきたんだけど(怒)」

### 映像
- 上杉鷹山の闘い
- 住友銀行

### DVD
- B型TV（2009年2月25日　ソニー・ミュージックディストリビューション）
- MSN CLIMAXシリーズ（2009年7月24日　アミューズソフトエンタテインメント）

### 雑誌
- Tokyo Walker
- 月刊とらさん
- ラーメンデーターバンク
- 花やしき